# Components en fase i en quadratura

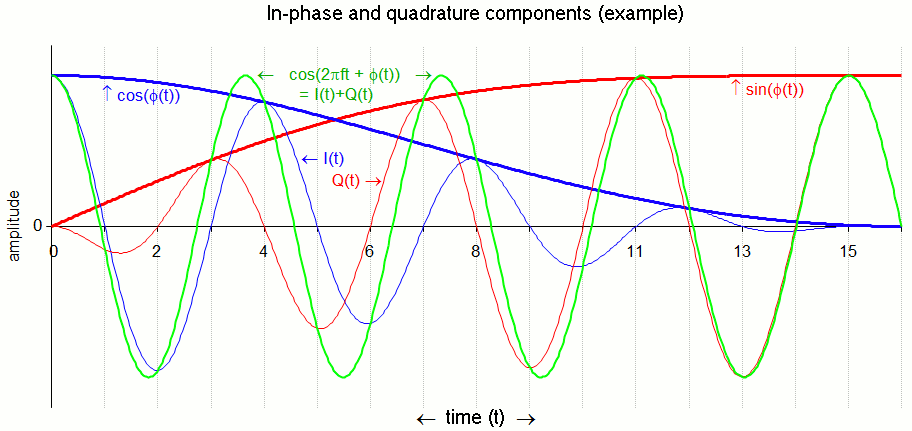
Exemple gràfic de la fórmula La modulació de fase (φ (t), no mostrada) és una funció que augmenta no linealment de 0 a π /2 durant l'interval 0<t<16. Les dues components modulades en amplitud es coneixen com a component en fase (I, blau prim, decreixent) i component en quadratura (Q, vermell prim, creixent).

Un sinusoide amb modulació es pot descompondre o sintetitzar a partir de dos sinusoides modulats en amplitud que es desplacen en fase en un quart de cicle (90 graus o π /2 radians). Els tres sinusoides tenen la mateixa freqüència central. Els dos sinusoides modulats en amplitud es coneixen com a components en fase (I) i en quadratura (Q), que descriuen les seves relacions amb la portadora modulada en amplitud i fase.
O, dit d'una altra manera, és possible crear una ona sinusoïdal desfasada arbitràriament, barrejant dues ones sinusoïdals que estan 90° desfasades en diferents proporcions.
La implicació és que les modulacions d'algun senyal es poden tractar per separat de l'ona portadora del senyal. Això té un ús extensiu en moltes aplicacions de ràdio i processament de senyal. Les dades I/Q s'utilitzen per representar les modulacions d'alguna portadora, independentment de la freqüència d'aquesta portadora.

## Ortogonalitat
En l'anàlisi vectorial, un vector amb coordenades polars A, φ i coordenades cartesianes x = A cos(φ), y = A sin(φ), es pot representar com la suma de components ortogonals: [x, 0] + [0, y]. De la mateixa manera en trigonometria, la identitat de la suma d'angles expressa:
sin(x + φ) = sin(x) cos(φ) + sin(x + π/2) sin(φ).
I en l'anàlisi funcional, quan x és una funció lineal d'alguna variable, com ara el temps, aquests components són sinusoides i són funcions ortogonals. Un canvi de fase de x --> x + π/2 canvia la identitat a:
cos(x + φ) = cos(x) cos(φ) + cos(x + π/2) sin(φ).
en aquest cas cos(x) cos(φ) és la component en fase. En ambdues convencions, cos(φ) és la modulació d'amplitud en fase, la qual cosa explica per què alguns autors s'hi refereixen com el component en fase real.

Un fasor per a I/Q i l'ona resultant que canvia contínuament de fase, segons la freqüència del fasor. Tingui's en compte que, com que aquesta ona resultant canvia de fase contínuament a un ritme constant, efectivament la freqüència s'ha canviat: s'ha modulat en freqüència.

## Dades I/Q
Un flux d'informació sobre com modular l'amplitud de les fases I i Q d'una ona sinusoïdal es coneix com a dades I/Q. Només amb la modulació d'amplitud aquestes dues ones sinusoïdals fora de fase de 90° i afegint-les, és possible produir l'efecte de modular arbitràriament alguna portadora: amplitud i fase.
I si les dades I/Q en si tenen alguna freqüència (per exemple, un fasor), la portadora també es pot modular en freqüència. Així, les dades I/Q són una representació completa de com es modula una portadora: amplitud, fase i freqüència.

Modulació i demodulació del QI.LO és l'oscil·lador local : l'ona sinusoïdal portadora està moduladaI(t) i Q(t) són les dades de sèrie temporal per als components en fase i en quadratura. S és el senyal

Per als senyals rebuts, determinant quanta portadora en fase i quanta portadora en quadratura hi ha present al senyal, és possible representar aquest senyal mitjançant components en fase i en quadratura, de manera que es poden generar les dades I/Q a partir d'un senyal amb referència a un ona sinusoïdal portadora.